# 逆閃電
逆閃電（英語：Reverse-Flash），是一個登場於DC漫畫的虛構超级坏蛋，作為比閃電俠快和聰明的競爭對手。至今已經出現過五位逆閃電，他們分別為：競爭者，首次出現於《Flash Comics #104》（1949年二月）；逆閃電（Reverse Flash），首次出現於《The Flash #139》（1963年九月）；光速小子，首次出現於《Impulse #50》（1999年七月）；極速，首次出現於《闪电侠第二卷》#197（2003年六月）；和丹尼爾·威斯特，首次出現於《闪电侠》#23（新52）。最強的超級反派

## 人物设定

### 第一代：爱德华·克拉瑞斯（Edward Clariss）
競爭者（The Rival）真名為爱德华·克拉瑞斯博士（Dr. Edward Clariss），是黃金時代中，第一代閃電俠傑·蓋瑞克（Jay Garrick）所讀大學的教授。
其他媒體中，影集《閃電俠》第三季登場，由托德·拉桑斯飾演。閃點中的極速者也是閃電俠的對手，時間修正後被鍊金術師重新恢復超能力。

### 第二代：伊歐柏·索恩（Eobard Thawne)
伊歐柏·索恩(極速教授（Professor Zoom）)出生于25世纪的未来，那时超级英雄已经成为了历史，供科学家研究探索。索恩十分崇拜21世纪的超级英雄闪电侠，为了解开其能力的来源—神速力的奥秘，他废寝忘食的进行研究。凭借對闪电侠的历史与神速力的深入研究，索恩得到了“极速教授”的称号。

### 第三代：亨特·佐罗门（Hunter Zolomon）
亨特·佐罗门(極速（Zoom）)是第三代閃電俠華利·威斯特（Wally West）的競爭對手。
亨特在童年時目睹了父親殺害母親的悲劇，在擔任FBI探員任內卻又犯下失誤導致自己的岳父被殺，不但因此失去了工作，妻子也因此離開了他。後來他來到Keystone City擔任警察想重新開始，卻在工作時被大猩猩古魯德搞到雙腳殘廢，失意又頹廢了很長一段時間的他於是找上閃電俠，希望他能改變自己悲慘的過去，但知道改變時間線會帶來災難的閃電俠拒絕了他，於是亨特想用閃電俠紀念館內的宇宙跑步機來實現自己的願望，卻因此引發爆炸，亨特被爆炸帶到了一個更快的相對速度線上，結果就是他獲得了改變時間流動速度的能力。
重生的亨特開始了他新的人生，在接觸了（不如說是曲解了）極速教授的觀點後，亨特做出了一個奇特的決定，他決定繼承逆閃電的名號成為一名超級罪犯。不為了作惡，只是為了「幫助」閃電俠成為一位更加傑出的英雄。他堅信唯有風險和強大的敵人才可以讓英雄成長，而亨特決定成為閃電俠最大的敵人。

### 第四代：赛迪斯·索恩（Thaddeus Thawne）
賽迪斯·索恩(惯性（Inertia）)是第四代閃電俠巴特·艾倫（Bart Allen）的複製人。

### 第五代：丹尼爾·威斯特（Daniel West）
丹尼爾·威斯特，是貝瑞·艾倫（Barry Allen）青梅竹馬好友艾莉絲·威斯特（Iris West）的兄長。

## 外部連結
- Crimson Lightning （页面存档备份，存于） - An online index to the comic book adventures of the Flash.
- 互联网电影数据库（IMDb）上《Justice League Unlimited》的资料（英文）
- 互联网电影数据库（IMDb）上《The Flash》的资料（英文）